# Guy Hamilton
Guy Hamilton (Paris, 16 de setembro de 1922 - Maiorca, 20 de abril de 2016) foi um cineasta britânico.
Hamilton nasceu em Paris, França onde seus pais, que eram britânicos, viviam. Ele trabalhou como assistente de Carol Reed, em alguns filmes, incluindo The Fallen Idol (1948) e The Third Man (1949) antes de dirigir seu primeiro filme,The Ringer em 1952. Ele fez 22 filmes entre as décadas de 1950 e 1980, incluindo 4 filmes da série James Bond, baseada nos livros escritos pelo novelista Ian Fleming: Goldfinger (1964), 007 – Os Diamantes São Eternos (1971), 007 – Vive e Deixa Morrer (1973) e The Man with the Golden Gun (1974).

## Superman e Batman
Hamilton tinha sido originalmente escolhido para dirigir Superman - O Filme em 1978, mas devido à sua condição de exilado, ele só poderia permanecer na Inglaterra por trinta dias, sendo que a produção havia se instalado no Pinewood Studios. O cargo de diretor do filme então foi para Richard Donner.
Guy Hamilton também estava cotado para dirigir Batman na década de 1980 mas Tim Burton assumiu a direção de Batman.

## Filmografia

### James Bond
- 007 Contra Goldfinger (1964)
- 007 - Os Diamantes São Eternos (1971)
- Com 007 Viva e Deixe Morrer (1973)
- 007 Contra O Homem da Pistola de Ouro (1974)

### Outros
- The Ringer (1952)
- The Intruder (1953)
- An Inspector Calls (1954)
- The Colditz Story (1955) (onde ele também foi co-roteirista)
- Charley Moon (1956)
- Manuela (1957)
- A Touch of Larceny (1959)
- The Devil's Disciple (1959)
- The Best of Enemies (1962)
- Man in the Middle (1963)
- The Party's Over (1965)
- Funeral in Berlin (1966)
- Battle of Britain (1969)
- Force 10 from Navarone (1978)
- The Mirror Crack'd (1980)
- Evil under the Sun (1982)
- Remo Williams: The Adventure Begins (1985)
- Try this One for Size (1989)